# 片岡静香
片岡 静香（かたおか しずか、1946年9月26日 - 2024年7月23日）は、日本の女優。演劇集団 円所属。京都府出身。
父は東京、関西の型に精通し、東西で活躍を見せた歌舞伎役者の十三代目片岡仁左衛門。三人の兄も歌舞伎役者の五代目片岡我當、二代目片岡秀太郎、十五代目片岡仁左衛門、姉は日本舞踊家の花柳寿々（三女）など。

## 略歴
1967年に女優の毛利菊枝が主宰する「劇団くるみ座」に入団し、1977年に退団。1980年から演劇集団 円に所属。円では、岸田國士の作品などに出演、「うつくしい日本語」の作品に、柔らかな雰囲気を発揮する。在籍中に、1978年に円の有志によって、文学座の龍岡晋の指導のもとで結成された「久保田万太郎勉強会」に参加、1997年に「みつわ会」として発展を見せ、幅広い作品の上演を行った。
その中でも中心的な存在の一人として活躍、久保田作の『かどで』、『短夜』、『雨空』、『蛍』、『補助椅子』、『舵』、『夜長』、『一周忌』などの他、下記の舞台出演歴に示すように多くの作品に出演し、日本語の台詞の美しさや「間」の習得にも余念がなかった。
この「みつわ会」の成果に対し、2006年には「みつわ会」として「第27回松尾芸能大賞」の研修・助成賞を受賞している。
また、2003年には円の紀伊國屋ホール公演『リチャード三世』、2005年には『マクベス』にも出演するなど、海外の作品にも意欲を示した。
1981年に、父の十三代目片岡仁左衛門が突発性緑内障で視力をほとんど失って以降は、父の杖とも眼ともなり、ドキュメンタリー番組でナレーションを務めるなど、献身的に父の生活を支えた。ドキュメンタリー映画の監督・羽田澄子の12時間近い長編ドキュメンタリー『歌舞伎役者・片岡仁左衛門』でもナレーションを務めている。1994年に父が没して以降、再び女優として舞台などの活動を始めた。
2024年7月23日に死去。77歳没。所属事務所の円企画が公式サイトで発表した。

## 出演

### 映画
- 戒厳令（1973年）
- 花影（2008年）

### テレビドラマ
- 横溝正史シリーズI「悪魔の手毬唄」（1977年、毎日放送） - 由良栄子
- 火曜サスペンス劇場（日本テレビ）
  - 「球形の荒野」（1981年）
  - 「幻の罠」（1982年）
- 眠狂四郎円月殺法 第12話「月光けもの谷暗殺剣 -掛川の巻-」（1983年、TX） - たか
- 連続テレビ小説（NHK）
  - おしん（1983年） - 並木香子
  - だんだん（2008年） - 増本茂子
- 「宇宙刑事シャイダー」(1984年、テレビ朝日）第11話
- 土曜ワイド劇場（テレビ朝日）
  - 新・赤かぶ検事奮戦記
    - 飛騨古川からくり殺人（1997年） - 荒木雅江
    - 飛騨古川祭り（2003年） - 芹沢登美子

  - 「“繭の密室”連続殺人事件」（1998年） - 前島篤子
  - 「事件5」（1997年）
- 月曜ドラマスペシャル「松本清張特別企画・父系の指」（1995年、TBS）
- 天晴れ夜十郎（1996年）
- 愛の劇場・はれ時々くもり（1999年4月 - 5月、TBS / 東北新社クリエイツ） - 中沢松子
- はぐれ刑事純情派
- 金曜エンタテイメント「京都祇園入り婿刑事事件簿1」（1997年） - 橋本克江
- 御家人斬九郎 第3シリーズ 第7話「犬も歩けば」（1997年、フジテレビ / 映像京都） - とし
- 新・京都迷宮案内（2007年、テレビ朝日）

### 舞台
- 「あぶらでり」「かどで」ステージ円（1981年）
- 「ヴォルポーネまたの名を狐」ステージ円（1981年）
- 「海神別荘」ステージ円（1981年）
- 「雨空」ステージ円（1982年）
- 「検察側の証人」俳優座劇場（1983年）
- 「眠らぬための子守歌」ステージ円（1984年）
- 「頼母しき求縁」俳優座劇場（1986年、1988年）
- 「夏小袖」ステージ円（1987年）
- 「一周忌」ステージ円（1988年）
- 「舵」「雨空」ステージ円（1995年）
- 「招待券」銀座みゆき館劇場（1996年）
- 「リチャード三世」紀伊國屋ホール（2003年）
- 「四月尽」六行会ホール（2004年）
- 「通り雨」六行会ホール（2005年）
- 「マクベス」紀伊國屋ホール（2005年）
- 「かどで」六行会ホール（2006年）
- 「風の盆ながれ唄」南座（2007年）
- 「蛍」六行会ホール（2008年）
- 「田中さんの青空」ステージ円（2008年）※演劇集団　円での公演への最期の出演となる
- 火垂るの墓
- 「町の音」六行会ホール（2009年）
- 「売れっ子芸者奮闘記」南座（2009年9月5日 - 20日）

### ラジオドラマ
- FMシアター「かわり目：父と娘の15年」（2010年1月16日、NHK-FM放送）